# 10th Anniversary BEST 2003-2013
『10th Anniversary BEST 2003-2013』（テンス アニバーサリー ベスト 2003-2013）は、mihimaru GTのオールタイムベストアルバム。2013年3月20日発売。発売元は、ユニバーサルミュージック。

## 解説
- 前作『THE BEST of mihimaru GT 2』から約10か月という、ベストアルバムとしては早いペースでの発売となった。
- mihimaru GTのシングル・アルバムを含めた全楽曲の中から、mihimaLISTによる投票で収録曲が決まった、いわゆるファンベストとなっている。ちなみに、カラオケDAMからも投票ができた。
- オールタイムベストアルバムと銘打ってはいるが、シングル曲としては8枚目の「さよならのうた」と16枚目の「diverge」は収録されておらず（カップリングの「ええがな」は収録された）、また、両A面シングルであった7枚目『恋する気持ち／YES』の「YES」と15枚目『I SHOULD BE SO LUCKY／愛コトバ』の「愛コトバ」も収録されなかった。2枚目のアルバム『mihimalife』からはシングル曲以外はまったく収録されていない。
- 1枚目のアルバム『mihimarhythm』収録の「mihimarhythm」、3枚目のアルバム『mihimagic』収録の「Drum-Line」、1枚目のシングルの「約束」がニューバージョンで収録されている。
- 収録曲は全52曲、CD3枚組と、mihimaru GT史上最多の収録曲と収録CD枚数となった。

## 収録曲

### CD

#### DISC 1
1. 君だけのStory
29thシングル。アルバム初収録。
2. バンザイ賛唱!!!
28thシングル。アルバム初収録。
3. バカポジ ～Don't stop the music～
28thシングル「バンザイ賛唱!!!」のカップリングの1曲目。アルバム初収録。
4. SAY YES 〜102回目のプロポーズ〜
配信シングル。
5. One Time
27thシングル。
6. SURVIVOR
27thシングル「One Time」のカップリング。アルバム初収録。
7. Thank U 4 today
6thアルバム『mihimalight』収録曲。
8. Neo Generator feat. KEN THE 390
6thアルバム『mihimalight』収録曲。
9. 今夜もCinderella
6thアルバム『mihimalight』収録曲。
10. 1/2のしあわせ
6thアルバム『mihimalight』収録曲。
11. エボ★レボリューション
26thシングル。
12. 愛のヒカリ
26thシングル「エボ★レボリューション」のカップリング。
13. マスターピース
25thシングル。
14. オメデトウ
24thシングル。
15. サヨナラは言わなかった feat. 光永亮太
5thアルバム『mihimalogy』収録曲。
16. す・か・ん・く
5thアルバム『mihimalgoy』収録曲。
17. 道しるべ
5thアルバム『mihimalogy』収録曲。
18. ドス恋 feat.古坂大魔王
5thアルバム『mihimalogy』収録曲。

#### DISC 2
1. Love Letter
23rdシングル。
2. アンビリーバボー feat.TAKUYA
23rdシングル「Love Letter」のカップリング。
3. アン♥ロック
22ndシングル。
4. とろけちゃうダンディ〜
21stシングル。
5. Switch
20thシングル。
6. アンダー・ザ・シー (リトルマーメイド)
トリビュートアルバム『ディズニー・ドリーム・ポップ 〜トリビュート・トゥ・東京ディズニーリゾート 25thアニバーサリー』収録曲。
7. 幸せになろう
19thシングル。
8. 泣き夏 with SOFFet
18thシングル。
9. Bon Voyage
4thアルバム『mihimarise』収録曲。
10. Birthday Song feat. 常田真太郎(from スキマスイッチ)
4thアルバム『mihimarise』収録曲。
11. ALIVE
4thアルバム『mihimarise』収録曲。
12. ギリギリHERO
17thシングル。
13. ええがな
16thシングル「diverge」のカップリング。
14. I SHOULD BE SO LUCKY
15thシングル「I SHOULD BE SO LUCKY／愛コトバ」の1曲目。
15. 俄然Yeah!
14thシングル。
16. Together
14thシングル「俄然Yeah!」のカップリング。
17. パンキッシュ☆
13thシングル。

#### DISC 3
1. かけがえのない詩
12thシングル。
2. Drum-Line -TAKE13-
3rdアルバム『mihimagic』収録曲のニューバージョン。
3. いつまでも響くこのmelody
11thシングル「いつまでも響くこのmelody／マジカルスピーカー」の1曲目。
4. マジカルスピーカー
11thシングル「いつまでも響くこのmelody／マジカルスピーカー」の2曲目。
5. ツヨクツヨク
10thシングル。
6. 気分上々↑↑
9thシングル。
7. The 7 Wonders
9thシングル「気分上々↑↑」のカップリング。
8. 恋する気持ち
7thシングル「恋する気持ち／YES」の1曲目。
9. Love is...
6thシングル。
10. ユルメのレイデ
5thシングル。
11. H.P.S.J.-mihimaru Ball MIX-
4thシングル「H.P.S.J.-mihimaru Ball MIX-／So Merry Christmas」の1曲目。
12. So Merry Christmas -TAKE06-
4thシングル「H.P.S.J.-mihimaru Ball MIX-／So Merry Christmas」の2曲目のリテイクバージョン。『mihimania 〜コレクション アルバム〜』に収録されたもの。
13. mihimarhythm -TAKE13-
1stアルバム『mihimarhythm』収録曲のニューバージョン。
14. ホシノスナ
1stアルバム『mihimarhythm』収録曲。
15. 願 〜negai〜
3rdシングル。
16. 帰ろう歌 -TAKE07-
2ndシングルのリテイクバージョン。『THE BEST of mihimaru GT』に収録されたもの。
17. 約束 -2013 Mix ver.-
1stシングルのニューバージョン。

### 初回限定盤DVD
- 君だけのStory Music Video & Making
  - シングルでは収録されなかったPVを収録。
- mihimaru GT Music Video Awards 〜☆おもひでMVP☆〜
  - メンバー自身がこれまでの作品を振り返るという映像。